# Dziecko w czasie
Dziecko w czasie (ang.The Child in Time) – brytyjski film telewizyjny z 2017 w reżyserii Juliana Farino, na podstawie powieści angielskiego pisarza Iana McEwana.

## Fabuła
Pisarz Stephen Lewis (Benedict Cumberbatch), wybiera się z 4-letnią córką do sklepu. Podczas zakupów, dziecko na moment znika mu z oczu i przepada bez śladu. Zaginięcie córki sprawia, że mężczyzna oddala się od żony (Kelly Macdonald), która wyprowadza się z domu. Pomimo tego, że upływający czas nie pozwala zapomnieć o bólu i tęsknocie po stracie jedynego dziecka, bieg wydarzeń sprawi, że małżeństwo znów się do siebie zbliży.

## Obsada
- Benedict Cumberbatch jako Stephen Lewis
- Kelly Macdonald jako Julie Lewis
- Stephen Campbell Moore jako Charles
- Saskia Reeves jako Thelma
- Anna Madeley jako Rachel Murray
- Elliot Levey jako premier
- Geraldine Alexander jako matka Stephena
- Richard Durden jako ojciec Stephena
- Gerard Monaco jako agent nieruchomości
- Chase Collard jako Ruth Lyle

## Produkcja
Film kręcono w Londynie, w dzielnicy Haringey i Lambeth oraz w Suffolk.